# Famille Christyn de Ribaucourt
 (janvier 2021).
La famille Christyn de Ribaucourt est une famille de la noblesse belge, anoblie en 1688 par le roi Charles II.

## Histoire
La lignée avérée commence avec François Christyn, citoyen bruxellois et marchand d'armes, dont le fils fut baptisé en 1589, également la première mention d'un descendant de cette famille. Aux XVIIe et XVIIIe siècles, les membres étaient conseillers au Conseil du Brabant.
En 1687, un membre devint baron van Meerbeek, en 1690 vicomte de Tervuren et de Duisbourg, en 1693 le titre personnel de chevalier suivit, en 1748 comte de Ribeaucourt et en 1793 baron van Laarne.
En 1816, il fut nommé chevalier du Brabant du Sud sous le royaume uni des Pays-Bas avec le titre de comte, devenant premier-né. [1] En 1871, le titre de comte fut décerné à tous. Le titre est utilisé entre les noms Christyn et le Ribeaucourt. La plupart des membres utilisent uniquement le nom de Ribeaucourt.
En 2019, 53 mâles étaient vivants, le dernier né en 2017.

## Lettres patentes
- Bruxelles, le 2 janvier 1667. D. Francisco de Moura y Cortereal, marquis de Castel-Rodrigo, gouverneur général des Pays-Bas espagnols :
Nomination de Jean-Baptiste Christyn, assesseur du bâton rouge et du drossard du Brabant, comme conseiller et pétitionnaire du Grand Conseil de Malines. Si nécessaire, cette fonction a été élevée à la noblesse héréditaire.
- Madrid, 22 juin 1671. Reine régente Maria-Anne :
Prolifération pour Jean-Baptiste Christyn (précité), conseiller du Secret Conseil à Bruxelles.
- Madrid, 11 janvier 1687. Roi Charles II :
Élévation à la baronnie de la seigneurie brabançonne de Meerbeek (Kortenberg) et attribution de ce titre (transférable à la première naissance) au chevalier Jean-Baptiste Christyn (précité), chancelier du duché de Brabant, conseiller du Conseil d'État à Bruxelles, etc.
- La Haye, 13 mars 1816. Le roi Willem I :
Nomination de Philippe-Alexandre-Joseph-Ghislain Christyn de Ribaucourt avec le titre de comte dans la chevalerie de Brabant et avec le titre de «comte de Ribaucourt» et de «baron van Laerne» dans la chevalerie de Flandre orientale. Cette dernière décision de nomination a été retirée. Son admission à la pairie fut confirmée par un acte de preuve. La première liste officielle des nobles stipule que le titre est transférable à la première naissance.
- Bruxelles, le 5 décembre 1871. Le roi Léopold II :
Extension du titre de Prosper-Jean-Joseph Christyn, comte de Ribaucourt, sénateur (fils du précédent), à tous les descendants portant le nom.
- Madrid, 1er avril 1690. Roi Charles II :
Confirmation sous le sceau secret de l'ancienne élévation en vicomté des seigneurs brabançons de Tervuren et Duisburg et octroi du titre de vicomte de Tervueren (transférable par première naissance) à Libert-François Christyn, conseiller du Conseil provincial de justice du Brabant à Bruxelles, etc. . (frère de l'ancêtre de première ligne).
- Madrid, 10 avril 1693. Roi Charles II:
Remise du titre (personnel) de chevalier à Jean-Pierre Christyn, seigneur van Schrieck, secrétaire du Conseil provincial de la justice du Brabant à Bruxelles (frère des précédents).

### Héraldique
1871 : de sable, au chef d'argent, chargé de deux losanges d'azur. L'écu timbré de la couronne comtale à treize perles, sommé d'un heaume d'argent, grillé, liseré et couronné d'or, fourré de gueules, aux lambrequins d'argent et de sable. Cimier: un lion naissant d'or, couronné de même, armé et lampassé de gueules, tenant de la patte dextre une épée haute et de la senestre un cœur, le tout au naturel. Supports: deux griffons couronnés d'or, armés et lampassés de gueules. Devise: 'Nil desperandum' de sable, sur argent.

## Généalogie
Philippe Christyn comte de Ribeaucourt (1748-1823), nommé chevalier
- Prosper Christyn, Comte de Ribeaucourt (1796-1882), obtint l'extension du titre à tous en 1871, maire de Laarne, sénateur
  - Adolphe Christyn, comte de Ribeaucourt (1837-1921), maire de Perk, sénateur, secrétaire du Sénat
    - Adrien Christyn Comte de Ribeaucourt (1879-1918)
      - Victor Christyn Comte de Ribeaucourt (1907-1981), maire de Serville
        - Xavier Christyn comte de Ribeaucourt (1945), `` chef de famille  depuis 1993, après le décès de son frère
          - Hervé Christyn comte de Ribeaucourt (1971), successeur probable comme `` chef de famille  (célibataire en 2019)

    - Caston Christyn Comte de Ribeaucourt (1882-1961), chevalier de l’Ordre de la Toison d'or  maire de Perk
      - Daniel Christyn comte de Ribeaucourt (1922-2007), maire de Perk, dernier résident de la famille de Château de Ribaucourt
- Jkvr. Ghislaine Christyn de Ribeaucourt (1801-1851); épouse le docteur Alphonse baron de Woelmont (1799-1856), maire de Gors-Opleeuw, membre du Congrès national, membre de la Chambre des représentants en 1824

## Alliances
de Woelmont (1824), de Thiennes de Lombise (1827), de Hemricourt de Grunne (1849), de Liedekerke (1863), Zu Leiningen (1870), Du Bois d'Aissche (1873), Von und zu Mentzingen (1891), Della Faille d'Huysse (1885), Obert de Thieusies (1885), Desmaisières (1899 en 1908), de Royer de Dour de Fraula (1890), d'Harcourt (1925, Franse adel), Montens d'Oosterwyck (1928), de Formanoir de la Cazerie (1932), Groverman (1932), Halloy de Waulsort (1934 en 1952), de Sauvage Vercour (1934), Gericke d'Herwijnen (1938 en 1940), Van Eyll (1938 en 1963), De Beco (1940), De Marcq de Tiège (1945), De Bethune Hesdigneul (1946), de Talhouët de Boishorand, etc.